# أوتو شيندلر
أوتو شيندلر (بالألمانية: Otto Schindler)‏ هو راكب الكنو نمساوي، ولد في 11 أغسطس 1925، وتوفي في 6 مارس 2009.

## وصلات خارجية
- أوتو شيندلر على موقع أوليمبيديا (الإنجليزية)